# Song Duzong
Duzong (1240 – 1274), né Zhao Mengqi, est le quinzième empereur de la dynastie Song, et le sixième des Song du Sud. Il règne de 1264 à 1274. Sous son règne, les Mongols se livrent à des incursions de plus en plus fréquentes sur ses terres, sans qu'il soit capable de les arrêter ; sa principale forteresse, Xiangyang, tombe entre leurs mains en 1273 lors de la bataille de Xiangyang, après six années de siège.